# Virolahti
Virolahti est une municipalité de l'extrême sud-est de la Finlande. C'est là que la frontière russe rejoint le golfe de Finlande.

## Histoire
Le village devient officiellement suédois lors du traité de Nöteborg en 1323. La paroisse est fondée quelques années plus tard et est de ce fait la plus vieille paroisse de la région de la vallée de la Kymi.
Le village reste relativement dépourvu d'importance, et est cédé à la Russie par le traité d'Åbo, qui solde la défaite suédoise dans la guerre russo-suédoise de 1741-1743. Il fait donc partie de l'Ancienne Finlande, la partie annexée par la Russie dès avant 1809.
La Vieille Finlande est rattachée à la Nouvelle Finlande en totalité en 1812, peu après le traité de Hamina (fin de la guerre de Finlande). La municipalité est scindée en deux en 1887, le nord devenant Miehikkälä.
En 1940, à la fin de la guerre d'Hiver, la partie est de la commune est cédée à l'URSS, comme l'essentiel de la partie sud de la Carélie. D'importantes fortifications deviennent nécessaires pour protéger la nouvelle frontière et Virolahti marque le point de départ du Salpalinja, ligne de fortifications construite à partir de 1940. La guerre de Continuation éclate en 1941, et la défaite finlandaise en 1944 entérine la perte de l'Est de la commune.

Carte des territoires cédés. La zone cédée par Virolahti en 1946 porte le numéro 1.

Paradoxalement, Virolahti bénéficie finalement de ce nouveau tracé de la frontière : la municipalité hérite du plus important point de passage entre la Russie et la Finlande, le poste de Vaalimaa, qui voit actuellement passer plus de 2 millions de personnes par an.

## Géographie
La côte du golfe de Finlande est rocheuse et découpée. Plusieurs îles appartiennent au parc national du Golfe de Finlande oriental, mais l'accès aux îles plus proches de la frontière est très réglementé.
La population se répartit dans de nombreux villages essentiellement agricoles. Le centre administratif, traversé par la nationale 7 (E18) se situe à 10 km de la frontière.
La ville la plus proche, Hamina, est à 32 km à l'ouest, et Helsinki est à 178 km. De l'autre côté, Saint-Pétersbourg est à 230 km.
La municipalité est entourée par les communes de Miehikkälä au nord et Hamina à l'ouest.
L'île de Koiluoto, située dans la commune, est traversée par la frontière entre la Finlande et la Russie.

## Démographie
Depuis 1980, l'évolution démographique de Virolahti est la suivante, :
| Année      | 1980  | 1985  | 1990  | 1995  | 2000  | 2005  |
| ---------- | ----- | ----- | ----- | ----- | ----- | ----- |
| population | 4 514 | 4 334 | 4 186 | 4 033 | 3 904 | 3 641 |

| Année      | 2010  | 2015  | 2020  |
| ---------- | ----- | ----- | ----- |
| population | 3 516 | 3 394 | 3 114 |

## Politique et administration

### Conseil municipal
Les sièges des 21 conseillers municipaux sont répartis comme suit :
| Parti     | Parti                              | Sièges 2021–2025 |
| --------- | ---------------------------------- | ---------------- |
|           | Parti social-démocrate de Finlande | 3                |
|           | Vrais Finlandais                   | 5                |
|           | Parti de la Coalition nationale    | 2                |
|           | Parti du centre                    | 11               |
|           | Ligue verte                        | 0                |
|           | Alliance de gauche                 | 0                |
| Sources : |                                    |                  |

### Subdivisions administratives
Les deux conurbations de Virolahti sont : Klamila et Virojoki.
Les villages de Virolahti sont: Alapihlaja, *Ala-Urpala, Eerikkälä, Hailila, Hanski, Hellä (Heligby), Hämeenkylä (Tavastby), Häppilä, Järvenkylä, Kattilainen, *Kiiskilahti, Kirkonkylä, Klamila, Koivuniemi, *Koskela, Koskelanjoki, Kotola, Kurkela, *Laitsalmi, Länsikylä (Flonckarböle), *Martinsaari, Mattila, Mustamaa, Nopala, *Orslahti, *Paatio (Båtö, Patio), Pajulahti, *Pajusaari, *Pitkäpaasi, Pyterlahti, Ravijoki, Ravijärvi, Reinikkala, Rännänen (Grennäs), Sydänkylä (Kallfjärd), Säkäjärvi (Seekeirffby), Tiilikkala, Vaalimaa (Vaderma), Vilkkilä, Virojoki, Yläpihlaja, *Ylä-Urpala.

## Lieux et monuments
- Route Tallimäki-Virojoki
- Église de Virolahti
- Carrière de Pyterlahti
- Centre d'apprentissage de Harju
- Maison natale d'Uuno Klami
- Musée du bunker de Virolahti
- Sacristie de Virolahti
- Poste frontière de Vaalimaa

## Évènements
Saarihiihto, un tour des îles en ski, est une compétition organisée en Estonie qui a été étendue, en 2012, à la municipalité de Virolahti. Cette année, le parcours s'est arrêté sur l'île de Paatio, en Russie, proche de l'île finlandaise de Rääntiö (à Virolahti).

## Galerie

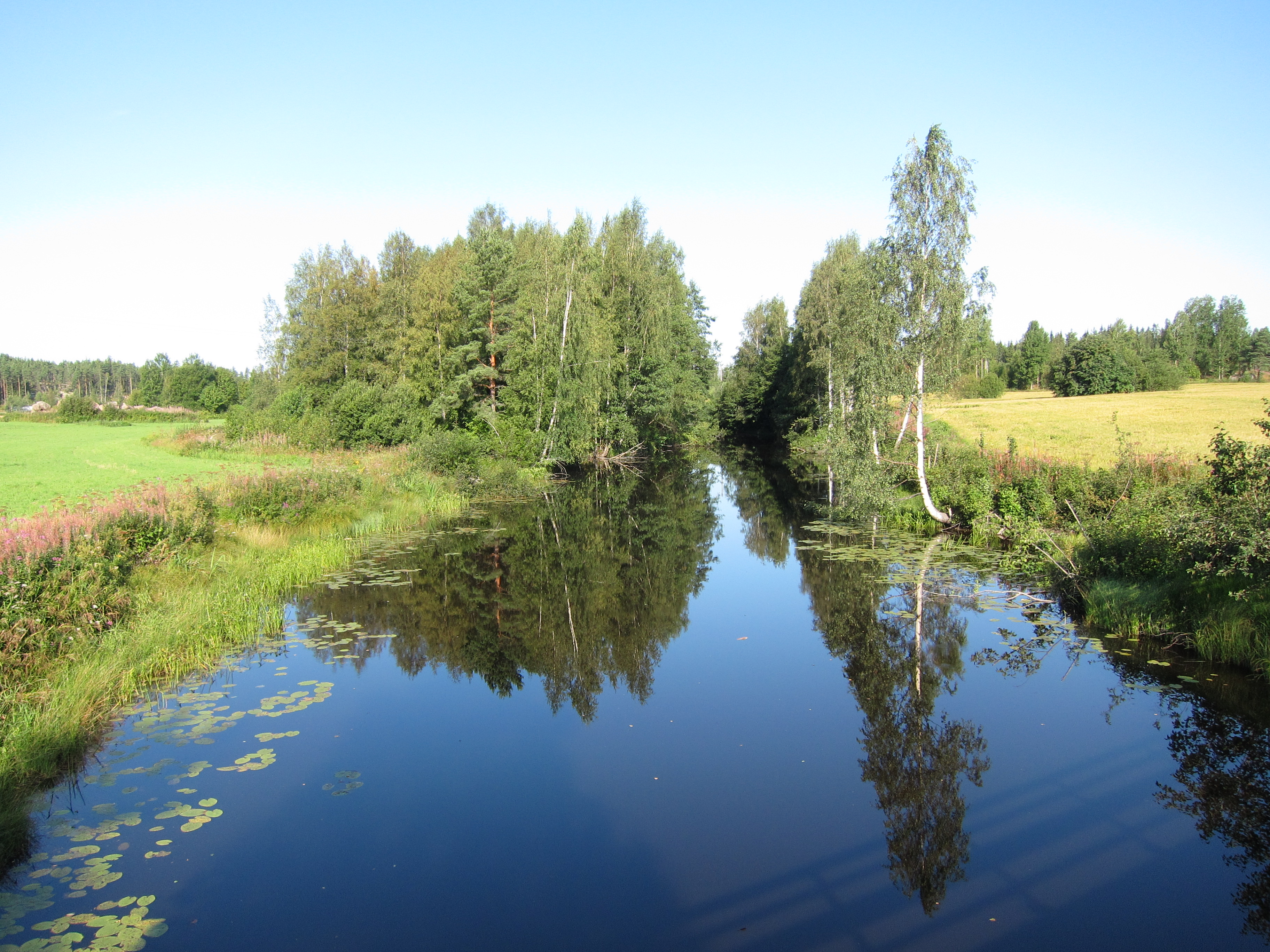
Rivière Vaalimaanjoki.
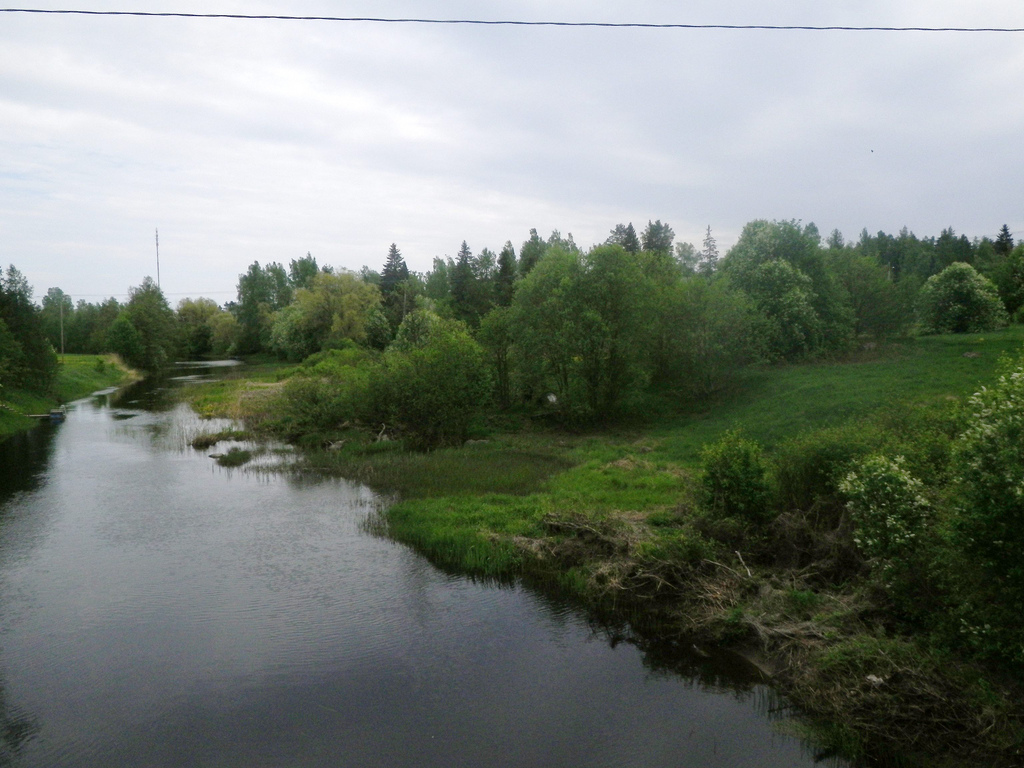
Rivière Virojoki.
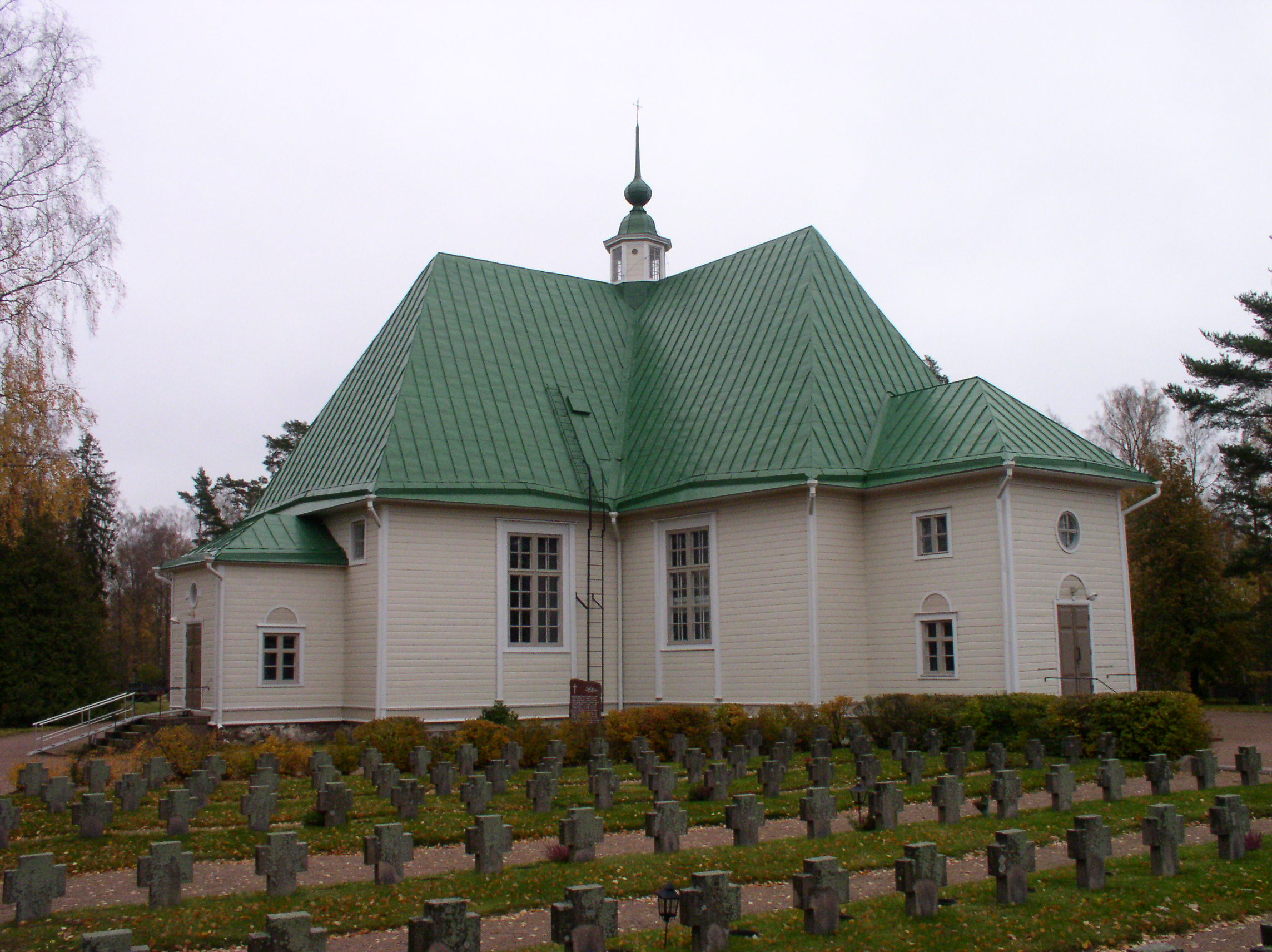
Église de Virolahti.
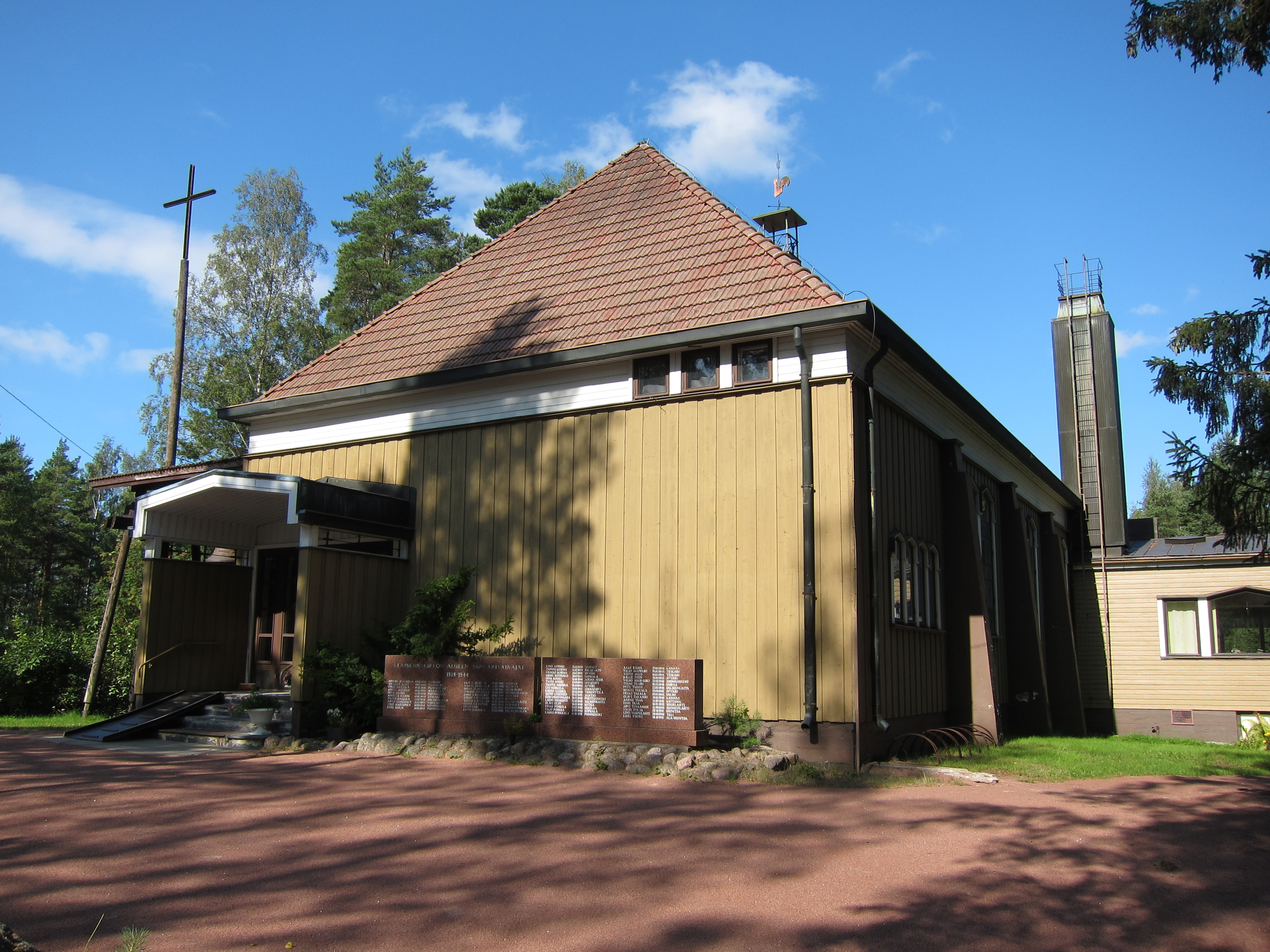
Église de Klamila.
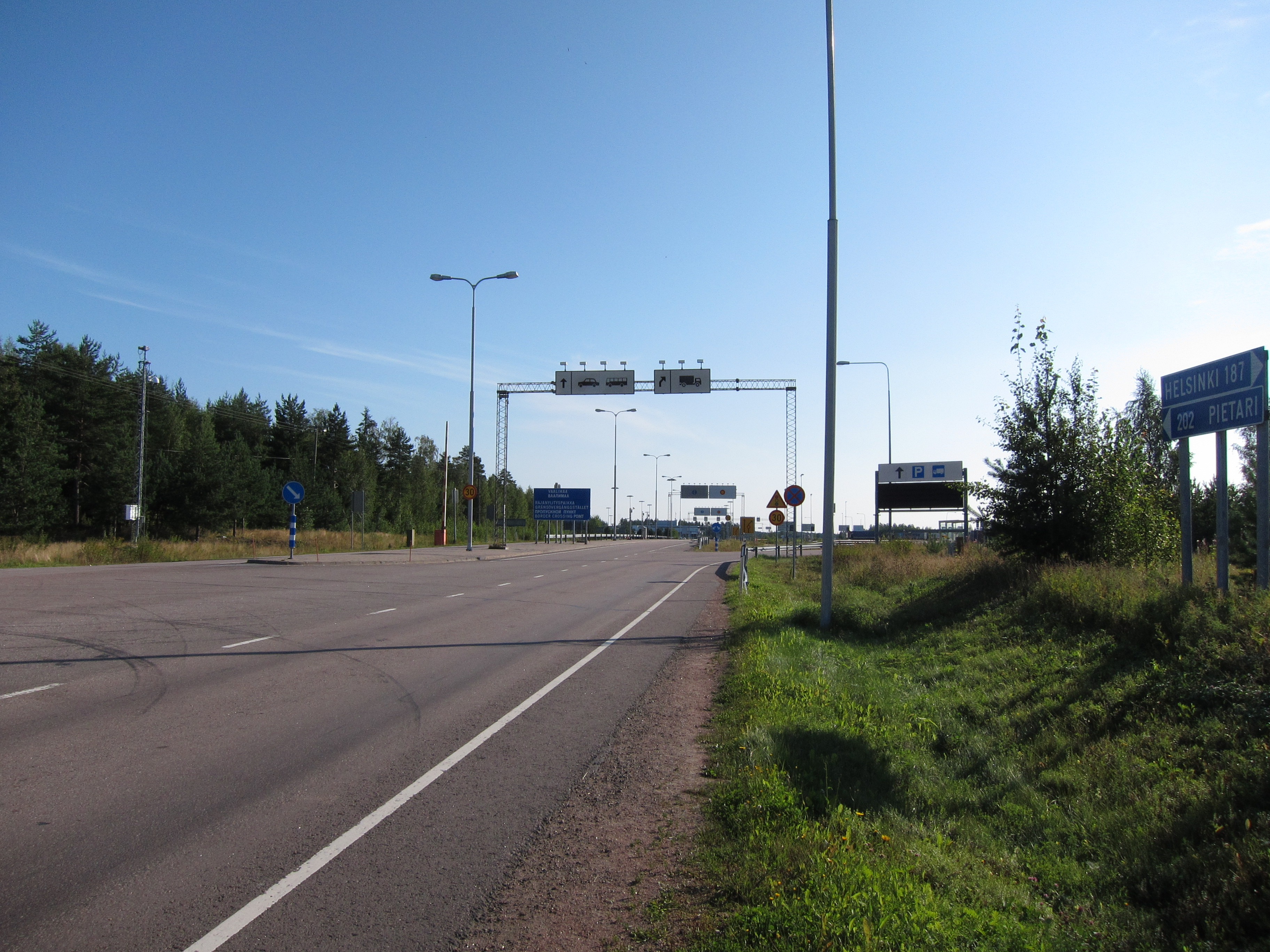
Frontière entre la Finlande et la Russie.
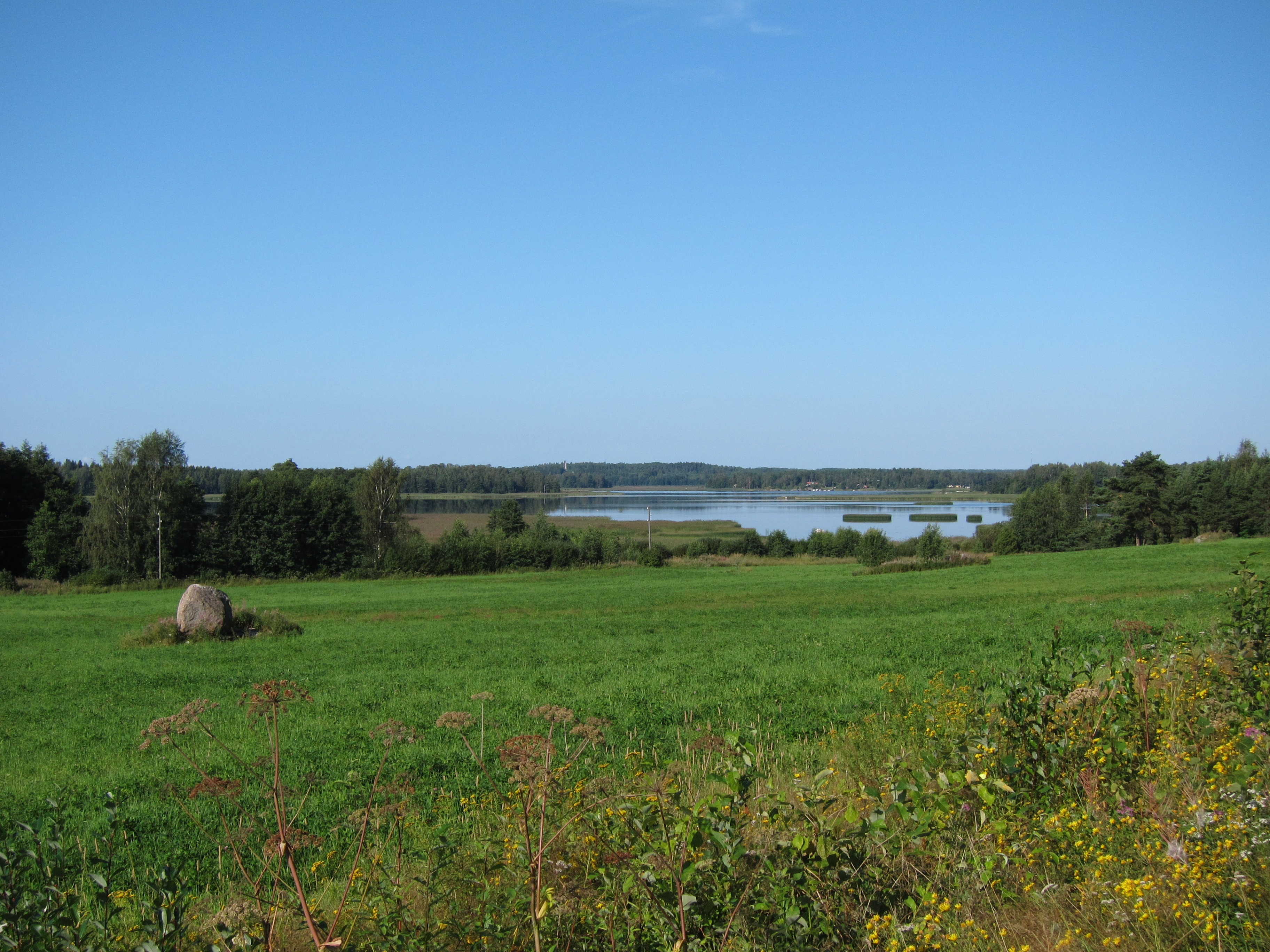
Baie de Virolahti.